# 深沢神社
深沢神社（ふかさわじんじゃ）は、東京都世田谷区深沢の神社。

## 概要
1564年（永禄7年）に創建された。後北条氏の家臣だった谷岡重頼が、伊豆国の三島社（現三嶋大社）の分霊を勧請して創建したのが起源である。
当初の名称は「三島神社」であったが、1909年（明治42年）に、深沢村内の8社を合祀し、「深沢神社」に改称した。境内の池には弁財天も祀られている。

## 交通アクセス
- 等々力駅より徒歩19分。